# یوشیکو ایواتا
یوشیکو ایواتا (انگلیسی: Yoshiko Iwata؛ زادهٔ ۲۷ مارس ۱۹۷۱) بدمینتون‌باز زن اهل ژاپن بود.